# The Chronicles of Narnia: The Voyage of the Dawn Treader
The Chronicles of Narnia: The Voyage of the Dawn Treader (bra: As Crônicas de Nárnia: A Viagem do Peregrino da Alvorada; prt: As Crónicas de Nárnia: A Viagem do Caminheiro da Alvorada) é um filme britano-estadunidense de 2010, dos gêneros aventura e fantasia, dirigido por Michael Apted.
É o 3º filme da série As Crônicas de Nárnia, produzido pela Walden Media e pela 20th Century Fox baseado no livro The Voyage of the Dawn Treader escrito em 1952 por C. S. Lewis.
A longa-metragem obteve a 12ª maior bilheteira de 2010, alcançando 415 milhões de dólares, sendo o maior sucesso de bilheteria para a 20th Century Fox, que anunciou, em 23 de março de 2010, que distribuiria cópias do filme em 3-D.
É o primeiro filme da saga totalmente lançado em 3D. O filme é precedido por The Lion, the Witch and the Wardrobe de 2005 e Prince Caspian de 2008.

## Enredo
A Viagem do Peregrino da Alvorada relata a história do regresso de Edmundo e Lúcia Pevensie, agora acompanhados por seu primo Eustáquio Mísero, a Nárnia.
Um ano após os acontecimentos do filme anterior, os irmãos Pevensie, Lúcia e Edmundo, estão agora morando com seu irritante primo Eustáquio Mísero em consequência de seus pais e Susana irem viajar para os Estados Unidos e Pedro estar morando com o professor Digory Kirke. Enquanto apreciam uma obra de arte no quarto de Lúcia, a imagem ganha vida, inundando o quarto e levando os três para Nárnia. Lá encontram Caspian X, agora Rei de Nárnia, à procura de sete lordes perdidos de Telmar, que haviam sido mandados para investigarem os mares de Nárnia pelo Rei Miraz, nos acontecimentos do filme anterior.
Primeiro, o grupo para nas Ilhas solitárias, onde Caspian e Edmundo são aprisionados enquanto Lúcia e Eustáquio são levados para serem vendidos. Durante a prisão, Caspian encontra um dos lordes, que revela o propósito da jornada dos lordes: encontrar a fonte do nevoeiro verde, um poderoso feitiço que rapta os escravos que não foram vendidos, e destruí-lo. Ripchip e Drinian resgatam os quatro numa batalha na ilha. O lorde entrega ao Rei Caspian uma espada mágica muito antiga que, junto com outras seis espadas, protegeriam Nárnia.
A tripulação parte para outra ilha, onde Lúcia é raptada por Tontópodes invisíveis que a forçam a entrar na casa do mago Coriakin para ler um livro encantado e reverter o feitiço sobre eles lançado. Lúcia encontra, o mago que informa que eles devem reunir as sete espadas na mesa de Aslam, na ilha de Ramandú. Ele avisa que o grupo seria guiado pela Estrela Azul e que, durante o trajeto, todos seriam testados.
A tripulação parte da ilha, e Lúcia é tentada pois arrancou uma página do livro de Coriakin, que continha o feitiço da beleza se transformando em Susana, onde é recebida por Pedro e Edmundo mas descobre que nem Lúcia ou Nárnia existem. Ao acabar o feitiço Aslam a adverte, dizendo que, como ela desejou ser Susana, todo o resto desapareceu, pois foi Lúcia quem encontrou Nárnia e convenceu seus irmãos a ir até lá. Os marinheiros encontram uma ilha vulcânica onde existe uma piscina natural que transforma tudo que a toca em ouro. Encontram um lorde dentro da piscina e recolhem sua espada. Cedendo à tentação, Edmundo briga com Caspian por poder, mas são interrompidos por Lúcia, que os adverte que é um teste.
Eustáquio, na ilha, encontra uma montanha de ouro, e, tentando roubá-lo, encontra um lorde morto. Percebendo a ausência de Eustáquio, Lúcia pede para que Edmundo procure-o que Caspian vá junto. Mas um dragão ataca o Peregrino da Alvorada e rapta Edmundo. Logo após, o dragão se revela ser Eustáquio, que foi transformado pelo feitiço do ouro. Caspian pega a espada do Lorde e decide passar a noite na ilha. O rato Ripchip se torna amigo de Eustáquio. Ao amanhecer avistam a estrela azul. Sem vento para levá-los, Eustáquio puxa o Peregrino até a ilha de Ramandú.
Ao chegar na ilha, encontram a mesa de Aslam, com as outras três espadas e seus Lordes, aprisionados por terem brigado na mesa de Aslam, o que é proibido. Ao colocar as seis espadas recolhidas em cima da mesa, a estrela desce, se revelando como a filha de Coriakin. Ela diz que a última espada está na ilha Negra, de onde vem o feitiço das tentações e que raptou os narnianos. Eles viajam até a ilha e recuperam a espada, que estava em poder do último fidalgo de Telmar. O lorde adverte a tripulação de que aquela ilha transforma seus piores medos em realidade. Nesse momento, Edmundo acaba pensando em seu medo, que logo se torna realidade: uma gigantesca serpente do mar ataca o barco. A tripulação luta contra a serpente, enquanto Eustáquio a ataca com jatos de fogo. Porém, o lorde atira sua espada nele, que foge da ilha e acaba por cair em um banco de areia próximo à Ilha Negra. Lá, Aslam o torna menino outra vez. Eustáquio, munido da sétima espada, vai até a mesa de Aslam, enquanto Edmundo e a tripulação do navio continuam lutando contra a serpente. A Névoa Verde tenta impedir Eustáquio, mas o mesmo consegue pôr a sétima espada na mesa, e com isso, o poder das sete cria um pilar de luz azul no local. A espada de Edmundo recupera seu poder e ele mata a serpente. O feitiço da Ilha Negra começa a se quebrar, e a ilha se desfaz. Os três fidalgos aprisionados na mesa de Aslam voltam à vida e os narnianos desaparecidos retornam.
Com os narnianos salvos, Caspian, Edmundo, Lúcia, Eustáquio e Ripchip vão até o país de Aslam, passando por um Mar de Lírios. Lá encontram Aslam em frente a uma enorme onda parada em uma faixa de terra. Ripchip parte para o País de Aslam, e revela-se que é última vez dos Pevensies em Nárnia. Aslam abre um corredor no meio da onda onde eles são mandados de volta para o quarto de Lúcia. Os três retornam à casa de Eustáquio e, olhando a imagem do peregrino da alvorada no quadro desaparecendo, Lúcia fecha a porta do quarto.

## Mudança de distribuidora
Em 2006, a Walden Media assinou um contrato com a distribuidora 20th Century Fox, no qual a Walden teria que distribuir todos seus filmes por ela. A Walt Disney, que até então já havia produzido o primeiro filme de Nárnia, fez um contrato especial para que pudesse distribuir o segundo filme da série, Príncipe Caspian. A pedido da Walt Disney, que achou o filme Príncipe Caspian muito adulto para ser lançado perto do natal (data tradicional de filmes família), o filme foi lançado no verão americano e teve que disputar espaço com filmes como Iron Man e The Dark Knight.
O filme foi um sucesso nar bilheteiras, conseguindo ficar entre as 10 maiores bilheterias de 2008. Não chegou a superar a bilheteria do primeiro volume da série, apesar de ter um custo de produção muito maior. A Walden Media ficou furiosa com a Disney por ter lançado o filme em uma data equivocada, o que levou a distribuidora a ser convidada a se retirar da produção dos filmes. A Disney diz que ela que saiu por insatisfação da bilheteria, embora a bilheteria de As Crônicas de Nárnia: Príncipe Caspian tenha sido a segunda maior do ano da distribuidora, ficando atrás apenas de WALL-E.
Após a saída da Disney, o contrato da Walden Media e a 20th Century Fox passou a valer para a série. O custo de produção do filme foi aproximadamente 155 milhões de dólares.[carece de fontes?]

## Elenco
| Artista         | Personagens                  |
| --------------- | ---------------------------- |
| Georgie Henley  | Lúcia Pevensie               |
| Skandar Keynes  | Edmundo Pevensie             |
| Ben Barnes      | Caspian X                    |
| Will Poulter    | Eustáquio Mísero             |
| Simon Pegg      | Ripchip                      |
| Liam Neeson     | Aslam                        |
| Laura Brent     | Liliandil (Filha de Ramandu) |
| Anna Popplewell | Susana Pevensie              |
| William Moseley | Pedro Pevensie               |
| Gary Sweet      | Lord Drinian                 |
| Shane Rangi     | Travos, o Minotauro          |

## Recepção
No site agregador de críticas Rotten Tomatoes, 49% das 159 resenhas dos críticos são positivas. O consenso diz que devido a "seu ritmo lento e corporativo não vai ganhar muitos novos fãs para a franquia, mas (...) restaura algumas partes do brilho perdido da franquia de Nárnia com performances fortes e impressionantes efeitos especiais".

## Prêmios e indicações
- Venceu o People's Choice Awards como Melhor Filme de Ação Live-Action em Filme 3D[carece de fontes?]
- Terceiro lugar na premiação MovieGuide Faith & Values Awards como melhor filme para família de 2010[carece de fontes?]
- Venceu o MovieGuide Faith & Values Awards como melhor filme cristão de 2010[carece de fontes?]

## Trilha sonora
Substituindo Harry Gregson-Williams, que fez a trilha sonora dos dois primeiros filmes, estará David Arnold, companheiro de longa data de Michael Apted, compondo a trilha sonora dos filmes Jornada Pela Liberdade, Independence Day, Godzilla e 007 - O Mundo Não é o Bastante.
A música-tema do filme é "There's A Place For Us", coescrita e gravada pela cantora Carrie Underwood. Foi lançada no dia 16 de novembro de 2010 no iTunes.[carece de fontes?]